# Michael R. McNulty

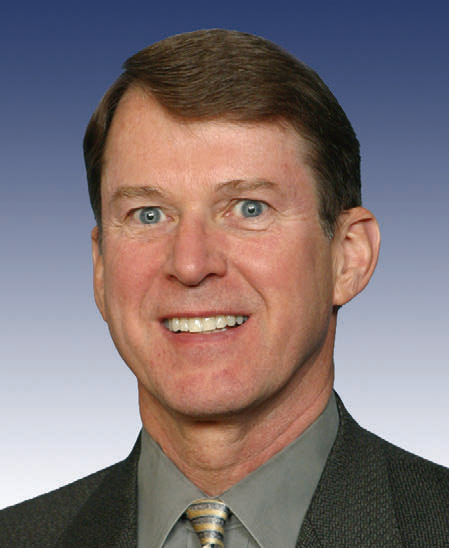
Michael R. McNulty

Michael Robert „Mike“ McNulty (* 16. September 1947 in Troy, New York) ist ein US-amerikanischer Politiker. Zwischen 1989 und 2009 vertrat er den Bundesstaat New York im US-Repräsentantenhaus.

## Werdegang
Michael McNulty wurde ungefähr zwei Jahre nach dem Ende des Zweiten Weltkrieges im Rensselaer County geboren. Er graduierte 1965 am St. Joseph’s Institute in Barrytown. Zwischen 1967 und 1968 besuchte er das Loyola University Rome Center in Rom (Italien). Seinen Bachelor of Arts machte er 1969 am College of the Holy Cross in Worcester (Massachusetts). Zwischen 1969 und 1977 war er Town Supervisor in Green Island. Während dieser Zeit besuchte er 1970 die Hill School of Insurance in New York City. Zwischen 1977 und 1983 war er Bürgermeister von Green Island. Er saß dann zwischen 1983 und 1988 in der New York State Assembly. Politisch gehörte er der Demokratischen Partei an.
Bei den Kongresswahlen des Jahres 1988 für den 101. Kongress wurde McNulty im 23. Wahlbezirk von New York in das US-Repräsentantenhaus in Washington, D.C. gewählt, wo er am 4. Januar 1989 die Nachfolge von Samuel S. Stratton antrat. Er wurde einmal wiedergewählt. 1992 kandidiert er im 21. Wahlbezirk von New York für den 103. Kongress. Nach einer erfolgreichen Wahl trat er am 4. Januar 1993 die Nachfolge von Hamilton Fish IV. Er wurde sieben Mal in Folge wiedergewählt. Da er auf eine erneute Kandidatur 2008 verzichtete, schied er nach dem 3. Januar 2009 aus dem Kongress aus.